# Sphaerosyllis pygopapillata
Sphaerosyllis pygopapillata är en ringmaskart som beskrevs av Hartmann-Schröder 1981. Sphaerosyllis pygopapillata ingår i släktet Sphaerosyllis och familjen Syllidae. Inga underarter finns listade i Catalogue of Life.